# Jordan (USA)
Jordan je město nacházejí se v Garfield County ve východní části Montany v USA. Zároveň je sídlem správních orgánů tohoto řídce osídleného okresu. Jde o poměrně malé město, v roce 2010 mělo jen asi 343 stálých obyvatel a 93 usedlých rodin.

## Historie

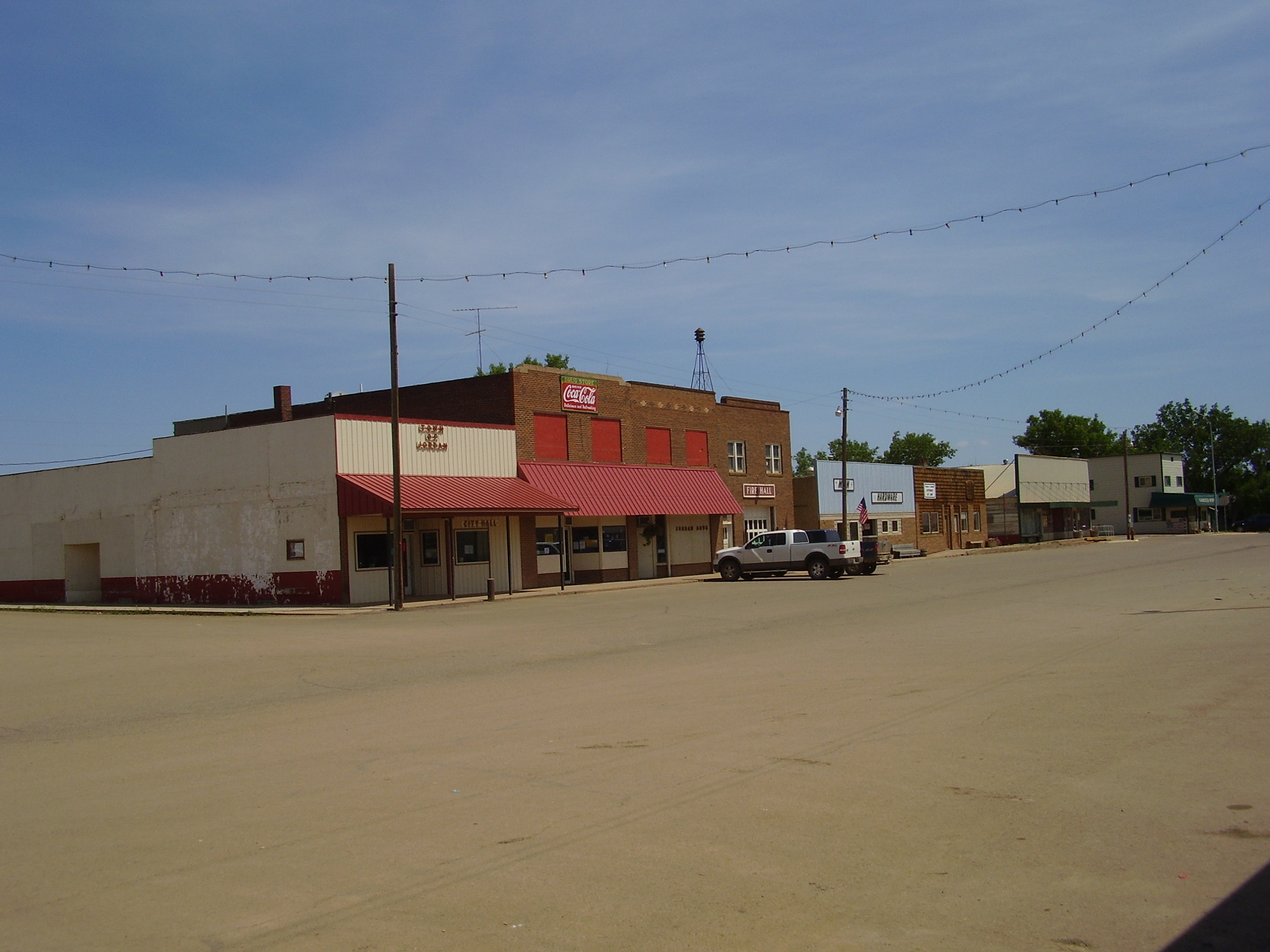
Pohled na jednu z hlavních ulic Jordanu (červenec 2009).

První trvalá osada zde vznikla v roce 1896, o tři roky později pak získala svou vlastní poštovní stanici. Status města má však Jordan až od roku 1951. Oblast je významná pro paleontologický výzkum v souvrství Hell Creek, jde o jedno z center výzkumu v této geograficky rozsáhlé oblasti Montany. Jordan také bývá nazýván "Branou do Hell Creeku". Nedaleko města byl roku 1902 objeven první a později i druhý (1908) rozeznaný exemplář dravého dinosaura druhu Tyrannosaurus rex. Pocházejí odtud i populární objevy, jako jsou původní organické molekuly v jiném exempláři tyranosaura, objeveném několik kilometrů severně od městečka Jordan v sezóně roku 2000.

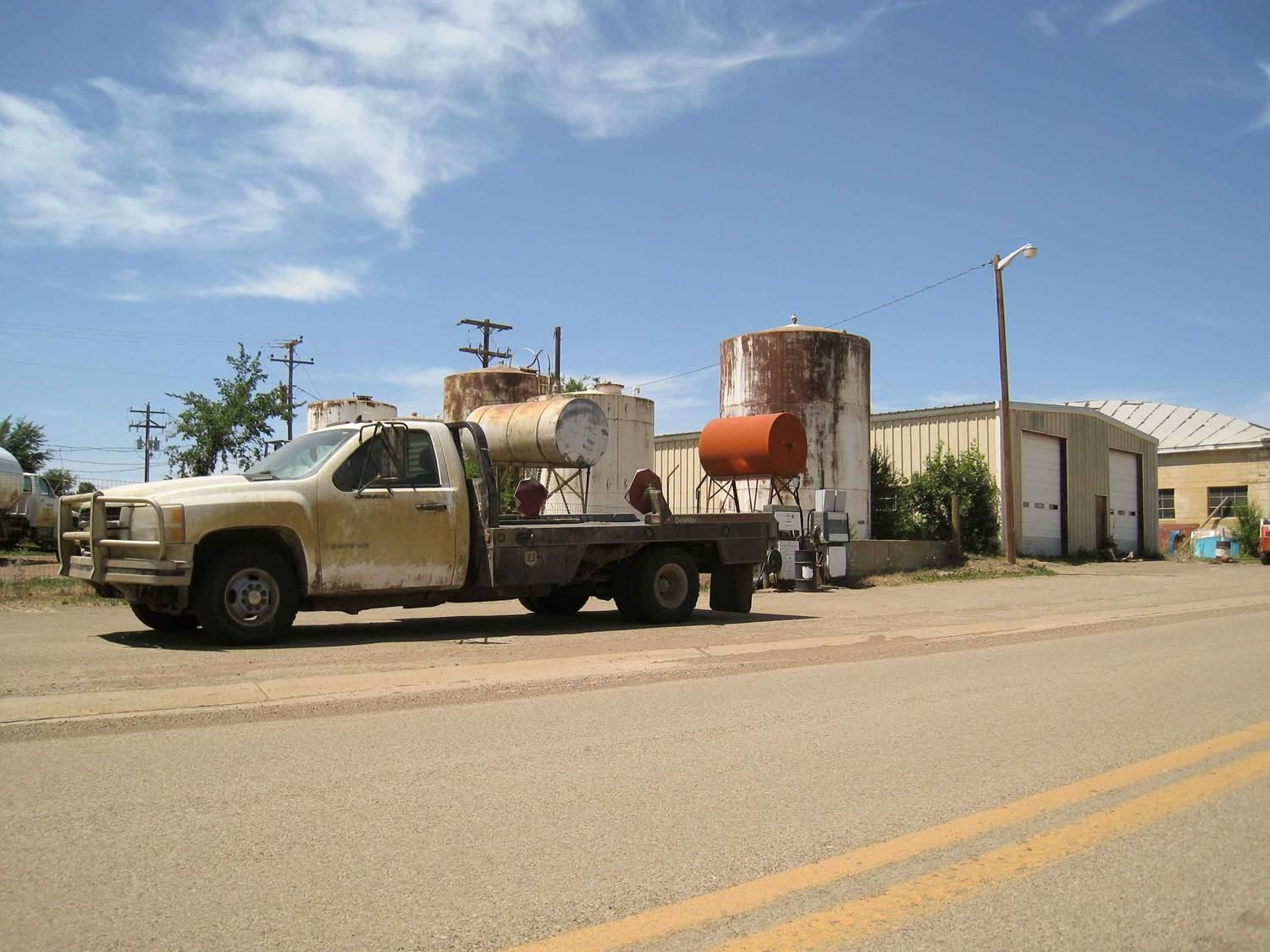
Městečko Jordan v roce 2009